# いすゞ・ロデオ
ロデオ（Rodeo）はいすゞ自動車が1988年（昭和63年）から1994年（平成6年）10月まで生産・販売したピックアップトラック。

## 概要
ファスターの4WD版が独立した車種であり、先代の車名は「ファスターロデオ4WD」であった。
キャブやベッド（荷台）などの外板をはじめ、エンジン、シャシ（車体やタイヤ周辺）、内装などファスターと多くの部品を共用する。さらに、ロデオを含むファスターシリーズからミューが派生した。
日本での販売が終了した後も、2002年に後継車のD-MAXに置き換わるまでタイで生産され、アジアをはじめイギリスでも販売されていた（イギリスでは2004年まで販売された）。
なお、北米では、ファスターをワゴンに仕立てたSUVをロデオと呼び、イギリスでは現在のD-MAXがロデオと呼ばれている。

## 歴史
ブリスターフェンダーを持ち、当時としては新味のあるデザインであった。荷台とキャブのバリエーションは標準ボディ・ロングボディ・フラットデッキ三方開・スーパーシングルキャブ・スーパーダブルキャブであった。
- 1988年（昭和63年）6月 ファスターロデオ4WDをフルモデルチェンジする形で登場。
- 1992年（平成4年）10月 マイナーチェンジ　フロントマスクが変更された。ダブルキャブの全長は4.7mを超え、日本では保険費用の面で不利となる1ナンバー登録となるため、それまで国内販売は見送られていたが、いわゆるRVブームの影響から、ラインアップ拡充のため追加された。
- 1994年（平成6年）10月 日本国内での販売終了。
- このモデルが宮崎県警察で使用されている｡

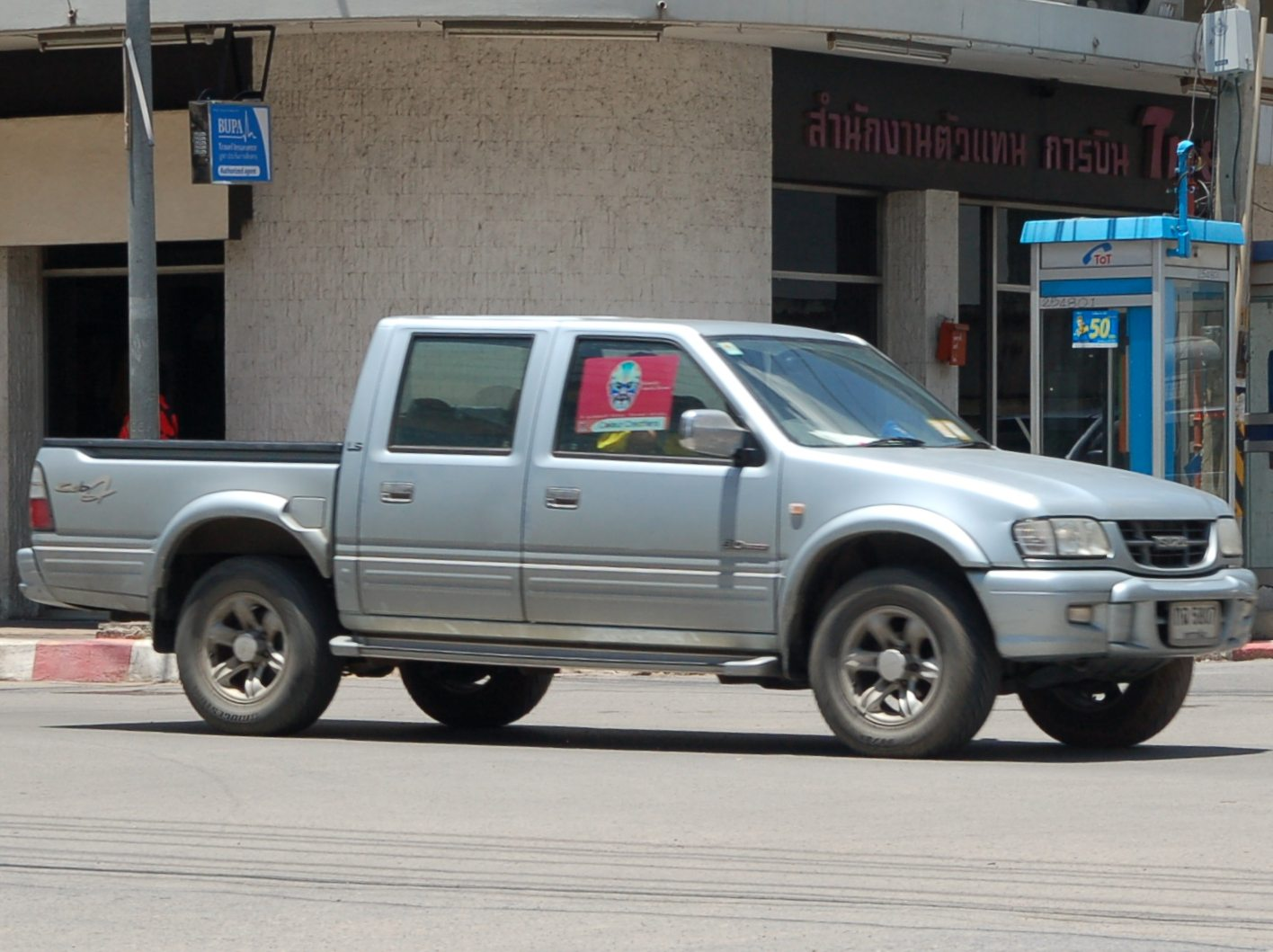
TF 4WD ダブルキャブ この世代以降の日本向けモデルはない
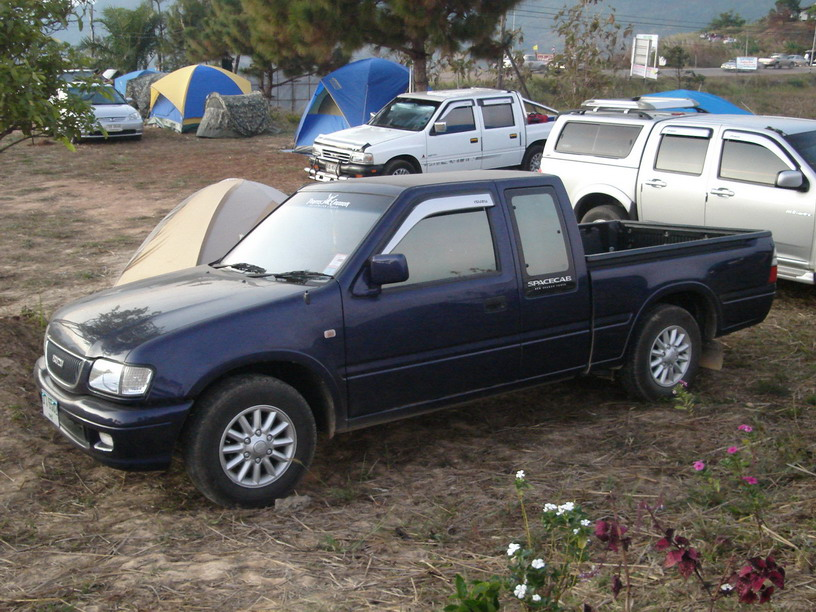
TF スペースキャブ タイ製タイ仕様

## OEM先 / 仕向け地別車名
- オーストラリア / ニュージーランド - ホールデン・ロデオ
- 中国 - ジンベイ（金杯）・SY1023
- コロンビア、チリ、エクアドル - シボレー・LUV
- エジプト - シボレー T-シリーズ El Dababah
- 北米 - シボレー・LUV / いすゞ・P'UP
- フィリピン - いすゞ・フェゴ
- 南アフリカ - いすゞ・KB
- タイ - いすゞ・ファスターZ - 後にスペースキャブとスパークに分離 / いすゞ・ロデオ 4WD  / ホンダ・ツアーマスター / オペル・カンポ
- イギリス - ボクスホール・ブラバ
- 西ヨーロッパ -オペル・カンポ